# منزل زوهره ببيكوف
منزل زوهره ببيكوف مبنى من القرن التاسع عشر، والذي كان ملكًا لعائلة من مدينة شوشا النبيلة عائلة زوهراببيكوف، ممثلا بالسيد عباس اوغلو بك زوهره ببيكوف.

## تاريخ
كان مالك المنزل تاجرًا للنقابة الثانية في الإمبراطورية الروسية، عباس اوغلو بك زوهره ببيكوف من (مواليد 1868 في شوشا). بدأ ببناء هذا المنزل في عهد والده علي أكبر بك زوهره ببيكوف.
بعد وفاة والده، أكمل عباس اوغلو بك زوهره ببيكوف بناء المنزل. زُينت الشرفة الزجاجية الضخمة والواسعة (شوشا بيند) للمنزل بالكامل برسومات العتيقة.
في كل طابق كانت هناك قاعة تتسع لـ 200-250 شخصا، وشرفة أرضية، وغرفة نوم، وحضانة، ومطبخ بخار، ومرحاض، وخطوط صرف صحي.
حيث شارك حرفيون من إيران وتركيا في البناء,لكن المهندس المعماري كان كيربالاي سيفيهان قره باغي، وهو مواطن من قره باغ.
بعد الاحتلال السوفياتي، تمت مصادرة منزل عباس أوغلو بك زوهره ببيكوف، وانتقل هو وعائلته إلى باكو. في وقت لاحق، حول المنزل إلى معرض فني.
بعد احتلال القوات المسلحة الأرمنية لمدينة شوشا في عام 8 مايو 1992، نٌهب المبنى، واختفت الزخرفة القيمة للمنزل، وكذلك المرايا الزجاجية الملونة، ولوحاتها الجدارية. وبسبب أنه خلال 28 عامًا من الاحتلال الارميني كان المبنى في حالة سيئة مهجورة، مدرت أغلب معالمه التاريخية.